# La Veillée (Maupassant)
La Veillée est une nouvelle de Guy de Maupassant, parue en 1882.

## Historique
La Veillée est initialement publiée dans la revue Gil Blas du 7 juin 1882, puis dans le recueil posthume Le Père Milon en 1899.  

## Résumé
La vieille dame est morte et repose sur son lit. À ses pieds, son fils éploré, un magistrat, qui a pourtant la réputation d'être intransigeant, et sa fille qui est entrée en religion.
On ne sait rien du mari qui était mort , si ce n’est qu’il avait rendu sa femme malheureuse et que celle-ci avait élevé ses deux enfants dans le strict respect d’une morale intraitable.

## Extraits
- « Il semblait triste, de cette fausse tristesse d’ecclésiastique pour qui la mort est un gagne-pain. »

## Édition française
- La Veillée, dans Maupassant, Contes et Nouvelles, texte établi et annoté par Louis Forestier, éditions Gallimard, Bibliothèque de la Pléiade, 1974  (ISBN 978 2 07 010805 3).